# Вестовер (Алабама)
Вестовер (енгл. Westover) град је у америчкој савезној држави Алабама. По попису становништва из 2010. у њему је живело 1.275 становника.

## Демографија
Према попису становништва из 2010. у граду је живело 1.275 становника.
| Група             | 2010.         |
| Белци             | 1.176 (92,2%) |
| Афроамериканци    | 32 (2,5%)     |
| Азијати           | 6 (0,5%)      |
| Хиспаноамериканци | 29 (2,3%)     |
| Укупно            | 1.275         |